# Pocinovice
Pocinovice település Csehországban, a Domažlicei járásban. Pocinovice Všeruby, Nýrsko, Běhařov, Libkov, Chudenín, Dlažov és Chodská Lhota településekkel határos. Lakosainak száma 598 fő (2024. január 1.).

## Népesség
A település lakosságának változását az alábbi diagram mutatja:
| Lakosok száma | 1276 | 1281 | 1216 | 881  | 594  | 564  | 568  | 592  | 591  | 598  |
|               | 1869 | 1890 | 1921 | 1950 | 1980 | 2001 | 2017 | 2019 | 2022 | 2024 |